# Anemone bucharica
Anemone bucharica là một loài thực vật có hoa trong họ Mao lương. Loài này được (Regel) Finet & Gagnep. mô tả khoa học đầu tiên năm 1906.